# Ælfthryth, dronning af England
Ælfthryth ( ca. 945 - 1000 eller 1001, også Alfrida, Elfrida eller Elfthryth) var en engelsk dronning, den anden eller tredje hustru til kong Edgar af England. Ælfthryth var den første konges hustru, der vides at være blevet kronet og salvet som dronning af Kongeriget England. Som mor til kong Ethelred den Rådvilde var hun en stærk politisk skikkelse. Hun var muligvis knyttet til mordet på sin stedsøn kong Edvard Martyren og optrådte som en stereotypisk dårlig dronning og ond stedmor i mange historier fra Middelalderen.

## Tidlige liv
Ælfthryth var datter af Ealdorman Ordgar. Hendes mor var medlem af kongefamilien af Wessex. Familiens magt lå vest for Wessex. Ordgar blev begravet i Exeter, og hans søn Ordwulf grundlagde eller genoprettede Tavistock Abbey.
Ælfthryth blev først gift med Æthelwald, søn af Æthelstan Halvkonge som det blev nedskrevet af Byrhtferth de Ramsey i hans Life of Saint Oswald of Worcester.  Senere beretninger, som den, der er bevaret af Vilhelm af Malmesbury, tilføjer levende detaljer af uvis pålidelighed.
Ifølge Vilhelm nåede beretningen om Ordgars datter Ælfthryths skønhed til kong Edgar. Edgar ledte efter en dronning og sendte Æthelwald for at se Ælfthryth og beordrede ham "at tilbyde hende ægteskab [med Edgar], hvis hendes skønhed virkelig var som det blev fortalt." Da hun viste sig at være lige så smuk som fortalt, giftede Æthelwald sig selv med hende og berettede tilbage til Edgar, at hun var ganske uegnet. Edgar blev til sidst fortalt om dette og besluttede, at gengælde Æthelwalds forræderi på samme måde. Han fortalte, at han ville besøge den stakkels kvinde, hvilket forfærdede Æthelwald. Han bad Ælfthryth om at gøre sig selv så uattraktiv som muligt for kongens besøg, men hun gjorde det modsatte. Edgar, ganske forblindet af kærlighed til hende, myrdede Æthelwald under en jagt.
Den historiske optegnelse registrerer ikke Æthelwalds dødsår, endsige dens måde. Ingen børn af Æthelwald og Ælfthryth kendes.

## Dronning
Edgar havde fået to børn, inden han blev gift med Ælfthryth, begge af usikker legitimitet. Edvard var sandsynligvis søn af Æthelflæd, og Eadgifu, senere kendt som Sankt Edith af Wilton, var datter af Wulfthryth. Fornuftige politiske grunde tilskyndede forbindelsen mellem Edgar, hvis magtbase var centreret i Mercia, og Ælfthryth, hvis familie var magtfulde i Wessex. Udover hendes forbindelse til Æthelstan Halvkonges familie, ser Ælfthryth også ud til at have været forbundet med familien til Ælfhere, ealdorman af Mercia.
Edgar blev gift med Ælfthryth i enten 964 eller 965. I 966 fødte Ælfthryth en søn, der fik navnet Edmund. I kong Edgars charter (S 745), der stadfæster privilegier til New Minster, Winchester samme år, kaldes spædbarnet Edmund "clito legitimus" (legitim ætheling) og optræder før Edvard på listen over vidner. Edmund døde ung, omkring 970, men i 968 havde Ælfthryth født en anden søn, der blev kaldt Ethelred.
Kong Edgar organiserede en anden kroningsceremoni den 11. maj 973 i Bath, måske for at styrke sit krav om at være hersker over hele Storbritannien. Her blev Ælfthryth også kronet og salvet, hvilket gav hende en status højere end nogen tidligere dronning. Den eneste eksempel på en dronnings kroning var Judith af Flandern, men denne havde fundet sted uden for England. I det nye ritual lå vægten på hendes rolle som protektor for religion og nonneklostre i riget. Hun havde en stærk interesse for flere klostres velvære, og som tilsynsførende for Barking Abbey afsatte hun og senere genindsatte abbedissen.
Ælfthryth spillede en stor rolle som forespeca, eller advokat, i mindst syv retssager. Som sådan udgjorde hun en vigtig del af det angelsaksiske retssystem som mægler mellem et individ og kronen, som i stigende grad betragtede sin rolle i domstolene som et symbol på dets autoritet som dets undersåtter beskytter. Ælfthryths handlinger som forespeca var i vid udstrækning til gavn for kvindelige procederende, og hendes rolle som mægler viser mulighederne for kvinder at have juridisk og politisk magt i det sene angelsaksiske England.

## Enkedronning
Edgar døde i 975 og efterlod sig to unge sønner, Edvard og Ethelred. Edvard var næsten voksen, og hans succesfulde krav på tronen blev støttet af mange nøglefigurer, herunder ærkebiskopperne Dunstan og Oswald og broren til Ælfthryths første mand, Æthelwine, ealdorman af East Anglia. Støtterne til Æthelreds mislykkede tronkravn var hans mor, enkedronningen, biskop Æthelwold af Winchester og Ælfhere, ealdorman af Mercia.
Den 18. marts 978, mens han besøgte Ælfthryth på Corfe Castle, blev kong Edvard dræbt af dronningens tjenere, hvilket gjorde vejen fri for Ethelred at blive indsat som konge. Edvard blev snart betragtet som en martyr, og senere middelalderberetninger giver Ælfthryth skylden for hans mord. Ifølge den Angelsaksiske Krønike blev kong Edvard myrdet på Corfe Castle i 978. Da der begyndte at udvikles en kult omkring kong Edvard, fremkom der en masse litteratur om hans mord, der først antydede og derefter beskyldte hans stedmor, dronning Ælfthryth, for at være ansvarlig. Klosterkrøniken Liber Eliensis fra det 12. århundrede gik så langt som at beskylde hende for at være en heks og hævdede, at hun ikke kun havde myrdet kongen, men også abbed Brihtnoth af Ely.

## Regerende dronning
På grund af Ethelreds mindreårighed fungerede Ælfthryth som regent for sin søn indtil han nåede voksenalderen i 984. Da var hendes tidligere allierede Æthelwold og Ælfhere døde, og Ethelred gjorde oprør mod sine gamle rådgivere og foretrak en gruppe yngre adelsmænd.

## Senere liv
Ælfthryth forsvinder fra oversigten over chartervidner fra omkring 983 til 993, når hun igen står i en lav position. Hun forblev en vigtig skikkelse, idet hun var ansvarlig for omsorgen for Ethelreds børn af hans første hustru, Ælfgifu. Ethelreds ældste søn, Æthelstan Ætheling, bad for sin bedstemorens sjæl "som opdragede mig" i sit testamente i 1014.
Selvom hendes omdømme blev skadet af mordet på hendes stedsøn, var Ælfthryth en religiøs kvinde, der tog en særlig interesse i klosterreformer som dronning. Omkring 986 grundlagde hun Wherwell Abbey i Hampshire som et benediktinsk nonnekloster, og sent i livet trak hun sig tilbage der. I omkring 979 havde Ælfthryth grundlagt Amesbury Abbey. Datoen er behørigt angivet i Chronicle of Melrose.
Antonia Gransden kommenterer: "I deres protektion af munkene blev både Knud og Edvard Bekenderen støttet af deres dronninger, Emma og Edith, der var værdige efterfølgere til Edgars dronning, Ælfthryth, som protektorer for de religiøse." Hun døde i Wherwell den 17. november 999, 1000 eller 1001.